# إلوين روي كينغ
إلوين روي كينغ (بالإنجليزية: Elwyn Roy King) هو عسكري أسترالي، ولد في 13 أبريل 1894 في باثرست في أستراليا، وتوفي في 28 نوفمبر 1941 في بوينت كوك في أستراليا.